# Fritz Menzel
Fritz Menzel (* 13. April 1867 in Helmstedt; † 6. Juli 1935 in Braunschweig) war ein deutscher Forstmeister und Ornithologe.

## Leben
Fritz Menzel wurde 1867 in Helmstedt geboren. Er studierte Forstwissenschaft an der Höheren Forstlehranstalt in Eberswalde und war anschließend im braunschweigischen Forstdienst tätig. Er arbeitete in den Forstämtern Vorwohle im Landkreis Holzminden, Helmstedt/Lappwald, Bad Harzburg (1898 bis 1908), Calvörde/Drömling (1912 bis 1932) und Braunschweig. Gefördert durch die Brüder Rudolf und Wilhelm Blasius sowie durch den Ornithologen Adolph Nehrkorn, legte Menzel eine systematische Vogeleiersammlung an. Die oologische Sammlung wurde 1927 oder 1928 an das Museum Koenig in Bonn verkauft.
Menzel wohnte zuletzt in Braunschweig am Löwenwall 2. Er starb im Juli 1935 im Alter von 68 Jahren in Braunschweig.
Menzel publizierte ab 1888 Beiträge in ornithologischen Fachzeitschriften, darunter avifaunistische Beiträge über seine nähere Heimatlandschaft. Er veröffentlichte Bestandsangaben von Greifvögeln und Krähen sowie einen Nachweis des Schelladlers bei Bad Harzburg. Intensiv beschäftigte  sich Menzel mit der bis dahin nicht beschriebenen Brutbiologie des Tannenhähers im Harz und publizierte seine Beobachtungen 1909 im Rahmen einer umfassenden, von Otto Kleinschmidt herausgegebenen Tannenhähermonografie.

## Schriften (Auswahl)
- Otto Kleinschmidt (Hrsg.): Corvus Nucifraga. Eine Monographie des Tannenhehers mit Beiträgen von V. Ritter v. Tschusi zu Schmidhoffen, F. Menzel und anderen Ornithologen. In: Berajah, Zoographia infinita, Halle a. S. 1909.
- Die Vogelwelt von Helmstedt und Umgebung. In: Ornithologisches Jahrbuch, Band 28, 1917.
- Bemerkungen zur Vogelwelt des Freistaates Braunschweig und der angrenzenden Gebiete. In: Ornithologische Monatsschrift, Band 58, 1933.